# Пурохит, Рохит
Рохит Пурохит (хинди रोहित पुरोहित, англ. Rohit Purohit; род. 8 июня 1986 года) — индийский телевизионный актёр и бывшая модель. Наиболее известные роли — Сурадж Пурохит в Sanskaar Laxmi канала Zee TV и Малик Алтуния в Razia Sultan. Также сыграл роль Александра Македонского в историческом сериале Porus.